# Farman HF.20

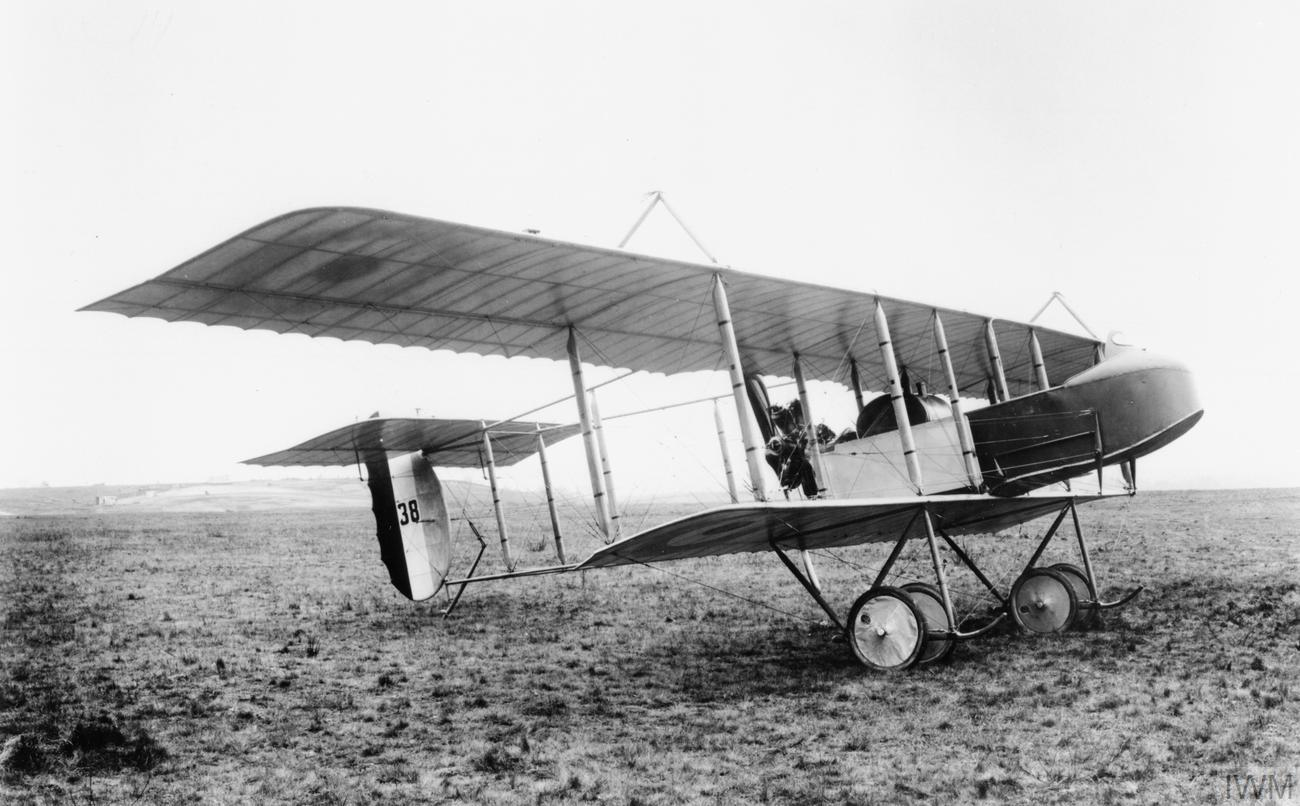
Farman HF.20

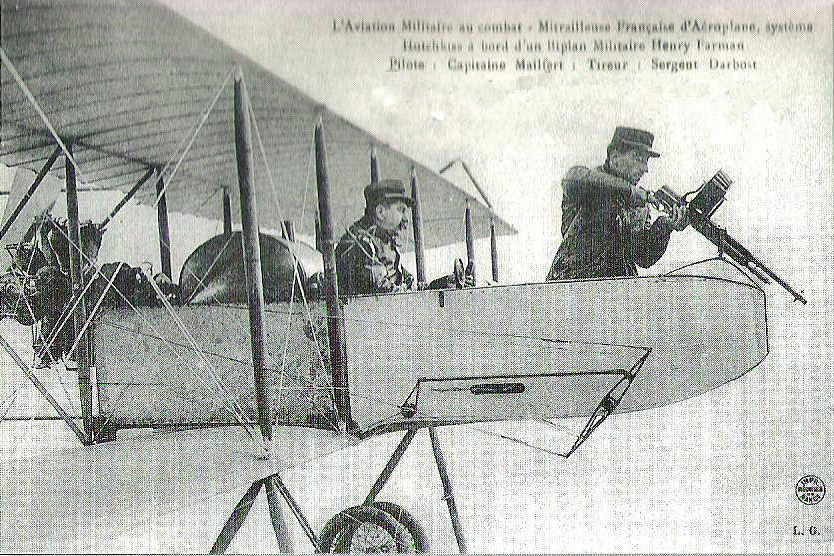
HF.20 met bewapening

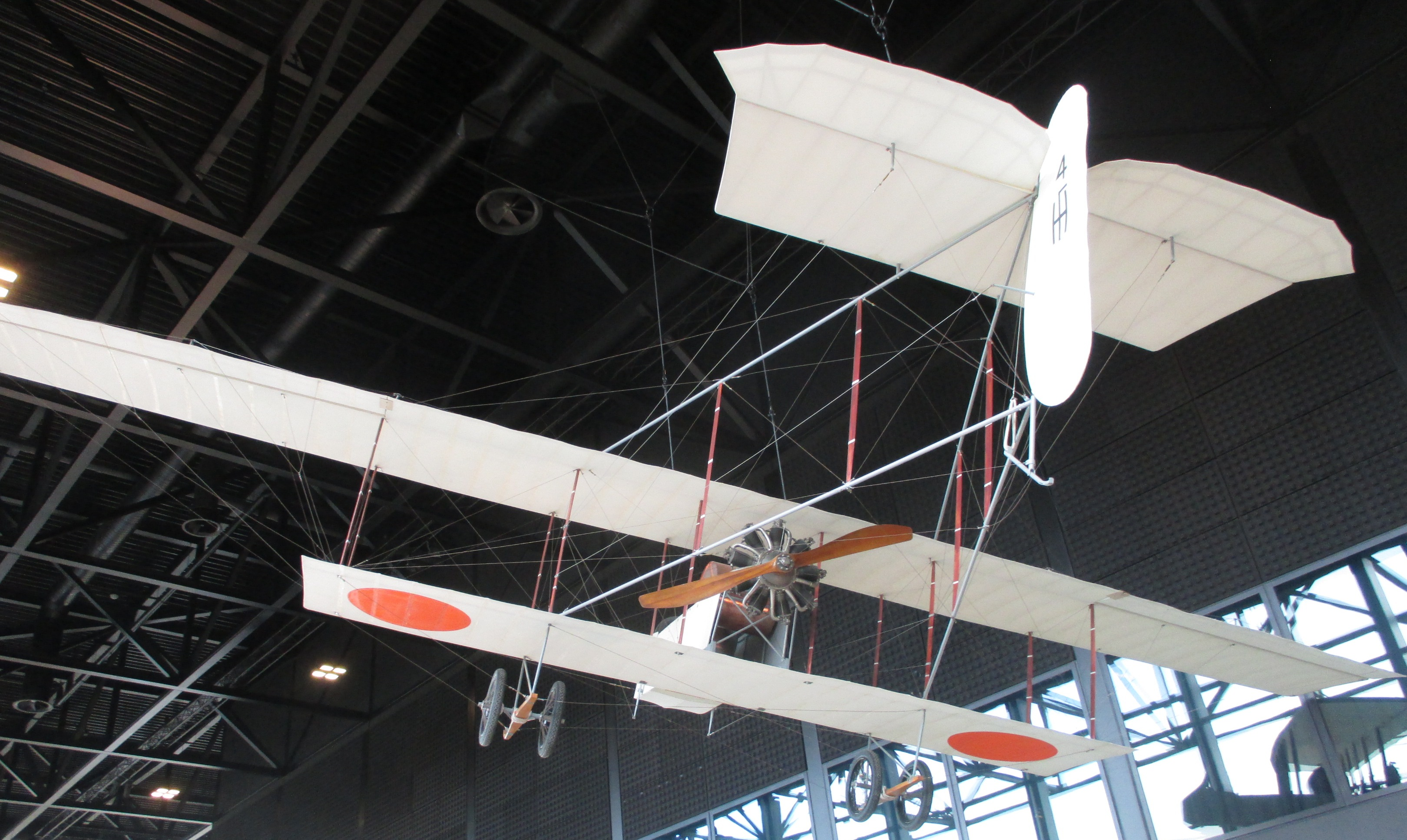
Farman HF.20 met de registratie LA-2. Collectie Nationaal Militair Museum, Soesterberg

De Farman HF.20 is een Franse dubbeldekker. Het werd ingezet als verkenningsvliegtuig kort voor en aan het begin van de Eerste Wereldoorlog. Het was ontworpen en gebouwd door de vliegtuigfabriek van Henri Farman. De eerste vlucht vond plaats in 1913.

## Beschrijving
Het vliegtuig was een anderhalf dekker en telde twee bemanningsleden. Het was de verfijndere versie van de Farman MF.11 en was uitgerust met een Gnome et Rhône rotatiemotor met een vermogen van 80 pk. De motor dreef een duwpropeller aan waardoor sommige toestellen ook een machinegeweer als bewapening kregen. De motor was te licht voor het vliegtuig en latere versies kregen zwaardere motoren, maar het toestel was niet echt succesvol en werd al kort na het uitbreken van de oorlog voor andere taken achter de frontlinie ingezet.

## Inzet bij LVA
Op 1 juli 1913 werd in Nederland op het vliegbasis Soesterberg de Luchtvaartafdeling (LVA) opgericht. De voorloper van de Koninklijke Luchtmacht begon de activiteiten met drie HF.20 toestellen. De toestellen werden in september 1913 afgeleverd en deden vooral dienst als les- en verkenningsvliegtuig. Begin 1914 bestelde de LVA nog eens zes toestellen van het type HF.22. Deze versie van HF.20 was iets groter en had een sterker onderstel. Vier toestellen van dit type werden geleverd in de zomer van 1914 waarvan een exemplaar voor de Koninklijke Marine was bestemd. Het uitbreken van de Eerste Wereldoorlog verhinderde de levering van de laatste twee bestelde exemplaren. De Nederlandse ondernemer Henri Wijnmalen had een licentie verkregen om de HF.22 in Nederland te bouwen en tussen juni 1915 en april 1916 leverde hij 11 stuks aan de LVA.
De motor was niet altijd betrouwbaar en veel toestellen kampten met motorpech. De Farmans kwamen meestal veilig aan de grond en met de lage landingssnelheid was een klein veld vaak voldoende om een succesvolle landing te realiseren.
Het Nationaal Militair Museum te Soesterberg heeft een exemplaar in de collectie met de registratie LA-2.

## Specificaties
- Bemanning: 2
- Lengte: 8,3 m
- Spanwijdte: 14,0 m
- Hoogte: 3,2 m
- Leeggewicht: 360 kg
- Volgewicht: 660 kg
- Motoren: Gnome et Rhone Lambda rotatiemotor, 60 kW (80 pk)
- Eerste vlucht: 1913

Prestaties
- Maximumsnelheid: 110 km/u
- Vliegbereik: 250 km

## Vergelijkbaar toestel
- Caudron G.3